# دومنیکو ژرمیناله
دومنیکو ژرمیناله (انگلیسی: Domenico Germinale؛ زادهٔ ۳ ژوئن ۱۹۸۷) بازیکن فوتبال اهل ایتالیا است.
از باشگاه‌هایی که در آن بازی کرده‌است می‌توان به باشگاه فوتبال اینتر میلان، باشگاه فوتبال اسپال، باشگاه فوتبال آلساندریا، باشگاه فوتبال فوجا، باشگاه فوتبال چیتادلا، باشگاه فوتبال بنونتو، باشگاه فوتبال کومو، و باشگاه فوتبال یو. اس. پرگولیتزه اشاره کرد.